# Afrika-Cup 2012/Gruppe B
| Pl. | Land           | Sp. | S | U | N | Tore    | Diff. | Punkte |
| --- | -------------- | --- | - | - | - | ------- | ----- | ------ |
| 1.  | Elfenbeinküste | 3   | 3 | 0 | 0 | 005:000 | +5    | 09     |
| 2.  | Sudan          | 3   | 1 | 1 | 1 | 004:400 | ±0    | 04     |
| 3.  | Angola         | 3   | 1 | 1 | 1 | 004:500 | −1    | 04     |
| 4.  | Burkina Faso   | 3   | 0 | 0 | 3 | 002:600 | −4    | 0      |

Der Artikel gibt Auskunft über die Spiele der Gruppe B beim Afrika-Cup 2012 in Äquatorialguinea und Gabun.

## Elfenbeinküste – Sudan 1:0 (1:0)
| Elfenbeinküste                                                   | Elfenbeinküste | Sudan | Sudan |
| ---------------------------------------------------------------- | --- | --- | ----- |
| Elfenbeinküste                                                   | \| 1. Spieltag \| \| 22. Januar 2012 um 17:00 Uhr in Malabo (Nuevo Estadio de Malabo) \| \| Schiedsrichter: Rajindraparsad Seechurn ( Mauritius) \| | \| 1. Spieltag \| \| 22. Januar 2012 um 17:00 Uhr in Malabo (Nuevo Estadio de Malabo) \| \| Schiedsrichter: Rajindraparsad Seechurn ( Mauritius) \| | Sudan |
| Elfenbeinküste                                                   | Boubacar Barry – Siaka Tiéné, Souleymane Bamba, Kolo Touré, Igor Lolo – Jean-Jacques Gosso, Yaya Touré, Cheik Tioté (80. Abdul Kader Keïta) – Gervinho (89. Seydou Doumbia), Didier Drogba , Salomon Kalou (64. Max Gradel) Cheftrainer: François Zahoui | Mouez Mohjob – Mowaia Bashir, Ngemaldien Abdullah, Siefaldien Ali, Bala Jaber – Nazar Hamid, Alaadine Yousif, Amir Kamal (62. Baderaldien Aldoud) – Eltaib Mudather, Hisam Mustaffa – Mohammed Ahmed Bashir (74. Mohamed Al Tahir) Cheftrainer: Mohamed Abdalla Ahmed | Sudan |
| Elfenbeinküste                                                   | 1:0 Didier Drogba (39.) | | Sudan |
| Elfenbeinküste                                                   | Jean-Jacques Gosso (90.) | Ngemaldien Abdullah (14.), Alaadine Yousif (83.) | Sudan |
| 1. Spieltag                                                      | | |       |
| 22. Januar 2012 um 17:00 Uhr in Malabo (Nuevo Estadio de Malabo) | | |       |
| Schiedsrichter: Rajindraparsad Seechurn ( Mauritius)             | | |       |

## Burkina Faso – Angola 1:2 (0:0)
| Burkina Faso                                                     | Burkina Faso | Angola | Angola |
| ---------------------------------------------------------------- | --- | --- | ------ |
| Burkina Faso                                                     | \| 1. Spieltag \| \| 22. Januar 2012 um 20:00 Uhr in Malabo (Nuevo Estadio de Malabo) \| \| Schiedsrichter: Mohamed Benouza ( Algerien) \| | \| 1. Spieltag \| \| 22. Januar 2012 um 20:00 Uhr in Malabo (Nuevo Estadio de Malabo) \| \| Schiedsrichter: Mohamed Benouza ( Algerien) \|                                                                                    | Angola |
| Burkina Faso                                                     | Daouda Diakité – Paul Koulibaly (48. Madi Panandétiguiri), Bakary Koné, Mamadou Tall, Djakaridja Koné – Jonathan Pitroipa, Charles Kaboré, Alain Traoré, Florent Rouamba (59. Aristide Bancé), Mohamed Koffi – Moumouni Dagano Cheftrainer: Paulo Duarte | Carlos Fernandes – Miguel, Francisco Zuela, Dany Massunguna, Marco Airosa – Gilberto, André Macanga (90.+5 José Pierre Vunguidica) – Djalma Campos (89. Jaime), Flávio (61. Dédé), Mateus – Manucho Cheftrainer: Lito Vidigal | Angola |
| Burkina Faso                                                     | 1:1 Alain Traoré (58.) | 0:1 Mateus (48.) 1:2 Manucho (68.) | Angola |
| Burkina Faso                                                     | Mohamed Koffi (7.), Mamadou Tall (90.) | Mateus (19.), Carlos Fernandes (90.+6') | Angola |
| 1. Spieltag                                                      | | |        |
| 22. Januar 2012 um 20:00 Uhr in Malabo (Nuevo Estadio de Malabo) | | |        |
| Schiedsrichter: Mohamed Benouza ( Algerien)                      | | |        |

## Sudan – Angola 2:2 (1:1)
| Sudan                                                            | Sudan | Angola | Angola |
| ---------------------------------------------------------------- | --- | --- | ------ |
| Sudan                                                            | \| 2. Spieltag \| \| 26. Januar 2012 um 17:00 Uhr in Malabo (Nuevo Estadio de Malabo) \| \| Schiedsrichter: Ali Lemghaifry ( Mauretanien) \| | \| 2. Spieltag \| \| 26. Januar 2012 um 17:00 Uhr in Malabo (Nuevo Estadio de Malabo) \| \| Schiedsrichter: Ali Lemghaifry ( Mauretanien) \|                                                                                                 | Angola |
| Sudan                                                            | Mouez Mohjob – Bala Jaber, Siefaldien Ali, Ngemaldien Abdullah, Mowaia Bashir – Alaadine Yousif, Nazar Hamid, Mohammed Ahmed Bashir, Hisam Mustaffa (65. Baderaldien Aldoud), Eltaib Mudather – Mohamed Al Tahir (90. Ramadan Alagab) Cheftrainer: Mohamed Abdalla Ahmed | Carlos Fernandes – Miguel, Dany Massunguna, Francisco Zuela – Gilberto, Djalma Campos (83. Manucho Barros), André Macanga , Mateus, Marco Airosa – Flávio (45. Nando Rafael (73. José Pierre Vunguidica)), Manucho Cheftrainer: Lito Vidigal | Angola |
| Sudan                                                            | 1:1 Mohammed Ahmed Bashir (33.) 2:2 Mohammed Ahmed Bashir (74.) | 0:1 Manucho (5.) 1:2 Manucho (50., Strafstoß) | Angola |
| Sudan                                                            | Mowaia Bashir (10.), Bala Jaber (90.) | Gilberto (24.), Nando Rafael (60.), Carlos Fernandes (72.) | Angola |
| 2. Spieltag                                                      | | |        |
| 26. Januar 2012 um 17:00 Uhr in Malabo (Nuevo Estadio de Malabo) | | |        |
| Schiedsrichter: Ali Lemghaifry ( Mauretanien)                    | | |        |

## Elfenbeinküste – Burkina Faso 2:0 (1:0)
| Elfenbeinküste                                                   | Elfenbeinküste | Burkina Faso | Burkina Faso |
| ---------------------------------------------------------------- | --- | --- | ------------ |
| Elfenbeinküste                                                   | \| 2. Spieltag \| \| 26. Januar 2012 um 20:00 Uhr in Malabo (Nuevo Estadio de Malabo) \| \| Schiedsrichter: Gehad Grisha ( Ägypten) \| | \| 2. Spieltag \| \| 26. Januar 2012 um 20:00 Uhr in Malabo (Nuevo Estadio de Malabo) \| \| Schiedsrichter: Gehad Grisha ( Ägypten) \| | Burkina Faso |
| Elfenbeinküste                                                   | Boubacar Barry – Jean-Jacques Gosso, Kolo Touré, Souleymane Bamba, Siaka Tiéné (75. Arthur Boka) – Cheik Tioté, Didier Zokora, Salomon Kalou (65. Max Gradel), Gervinho – Didier Drogba , Yaya Touré (81. Wilfried Bony) Cheftrainer: François Zahoui | Daouda Diakité – Mohamed Koffi, Bakary Koné, Mamadou Tall, Madi Panandétiguiri – Mahamoudou Kéré (73. Florent Rouamba), Charles Kaboré, Préjuce Nakoulma (78. Aristide Bancé), Alain Traoré (87. Narcisse Yaméogo), Jonathan Pitroipa – Moumouni Dagano Cheftrainer: Paulo Duarte | Burkina Faso |
| Elfenbeinküste                                                   | 1:0 Salomon Kalou (17.) 2:0 Bakary Koné (83., Eigentor) | | Burkina Faso |
| Elfenbeinküste                                                   | Siaka Tiéné (28.), Salomon Kalou (40.), Didier Zokora (57.), Cheik Tioté (77.) | Charles Kaboré (33.) | Burkina Faso |
| 2. Spieltag                                                      | | |              |
| 26. Januar 2012 um 20:00 Uhr in Malabo (Nuevo Estadio de Malabo) | | |              |
| Schiedsrichter: Gehad Grisha ( Ägypten)                          | | |              |

## Sudan – Burkina Faso 2:1 (1:0)
| Sudan                                                  | Sudan | Burkina Faso | Burkina Faso |
| ------------------------------------------------------ | --- | --- | ------------ |
| Sudan                                                  | \| 3. Spieltag \| \| 30. Januar 2012 um 19:00 Uhr in Bata (Estadio de Bata) \| \| Schiedsrichter: Eric Otogo-Castane ( Gabun) \| | \| 3. Spieltag \| \| 30. Januar 2012 um 19:00 Uhr in Bata (Estadio de Bata) \| \| Schiedsrichter: Eric Otogo-Castane ( Gabun) \| | Burkina Faso |
| Sudan                                                  | Mouez Mohjob – Mowaia Bashir, Khaliefa Ahmed, Ngemaldien Abdullah, Alaadine Yousif – Siefaldien Ali, Mohamed Al Tahir (90. Amir Kamal), Hisam Mustaffa, Mohammed Ahmed Bashir (90. Ramadan Alagab), Nazar Hamid – Eltaib Mudather Cheftrainer: Mohamed Abdalla Ahmed | Daouda Diakité – Ibrahim Gnanou, Mamadou Tall, Madi Panandétiguiri – Jonathan Pitroipa, Narcisse Yaméogo (66. Bertrand Traoré), Djakaridja Koné (79. Benjamin Balima), Mohamed Koffi, Charles Kaboré – Moumouni Dagano , Préjuce Nakoulma (55. Issiaka Ouédraogo) Cheftrainer: Paulo Duarte | Burkina Faso |
| Sudan                                                  | 1:0 Eltaib Mudather (33.) 2:0 Eltaib Mudather (80.) | 2:1 Issiaka Ouédraogo (90.+7') | Burkina Faso |
| Sudan                                                  | Mowaia Bashir (69.) | Madi Panandétiguiri (35.) | Burkina Faso |
| 3. Spieltag                                            | | |              |
| 30. Januar 2012 um 19:00 Uhr in Bata (Estadio de Bata) | | |              |
| Schiedsrichter: Eric Otogo-Castane ( Gabun)            | | |              |

## Elfenbeinküste – Angola 2:0 (1:0)
| Elfenbeinküste                                                   | Elfenbeinküste | Angola | Angola |
| ---------------------------------------------------------------- | --- | --- | ------ |
| Elfenbeinküste                                                   | \| 3. Spieltag \| \| 30. Januar 2012 um 19:00 Uhr in Malabo (Nuevo Estadio de Malabo) \| \| Schiedsrichter: Slim Jedidi ( Tunesien) \| | \| 3. Spieltag \| \| 30. Januar 2012 um 19:00 Uhr in Malabo (Nuevo Estadio de Malabo) \| \| Schiedsrichter: Slim Jedidi ( Tunesien) \|                                                                                | Angola |
| Elfenbeinküste                                                   | Daniel Yéboah – Igor Lolo (87. Benjamin Angoua), Kolo Touré, Souleymane Bamba, Arthur Boka – Emmanuel Eboué (60. Abdul Kader Keïta), Kafoumba Coulibaly, Didier Ya Konan, Seydou Doumbia (79. Didier Drogba), Max Gradel – Wilfried Bony Cheftrainer: François Zahoui | Wilson – Marco Airosa, Francisco Zuela, Dany Massunguna, Miguel (83. Love) – André Macanga (66. Nando Rafael), Dédé, Mateus, Gilberto, Djalma Campos (80. José Pierre Vunguidica) – Manucho Cheftrainer: Lito Vidigal | Angola |
| Elfenbeinküste                                                   | 1:0 Emmanuel Eboué (33.) 2:0 Wilfried Bony (64.) | | Angola |
| Elfenbeinküste                                                   | Igor Lolo (51.), Abdul Kader Keïta (90.) | André Macanga (22.), Dany Massunguna (70.) | Angola |
| 3. Spieltag                                                      | | |        |
| 30. Januar 2012 um 19:00 Uhr in Malabo (Nuevo Estadio de Malabo) | | |        |
| Schiedsrichter: Slim Jedidi ( Tunesien)                          | | |        |